# Daniel Rebillard
Daniel Denis Étienne Rebillard (Tournan-en-Brie, 20 dicembre 1948) è un ex pistard e ciclista su strada francese.

## Palmarès
- Giochi olimpici

Città del Messico 1968: oro nell'inseguimento individuale.
- Mondiali

Anversa 1969: bronzo nell'inseguimento individuale, bronzo nell'inseguimento a squadre.